# شهرستان اورشانسکی
شهرستان اورشانسکی (به لاتین: Orshansky District) یک شهرستان در روسیه است که در ماری ال واقع شده‌است.